# Големият Сатана
Големият Сатана (на персийски: شيطان بزرگ) е епитет, употребен по адрес на Съединените американски щати за първи път от иранския лидер аятолах Хомейни в реч на 5 октомври 1979 г. С него той олицетворява американския империализъм и външна политика, съдействаща за разрастването на корупцията в целия свят, според иранския духовен лидер.

## Предистория
Иранско-американските отношения (до 1935 г. персийско-американските отношения) имат своя предистория от началото на 20 век.
Англо-руското съглашение от 1907 г. слага временно край на „голямата игра“ и Русия и Великобритания си поделят Персия на сфери на влияние помежду си. Това действие, както и събитията предхождащи избухването на Първата световна война, карат Персия да търси пътя за постигнето на независимост. Това води до избухването на Персийската конституционна революция.
По времето на Втората световна война, американските съюзници - СССР и Великобритания окупират Иран в операция „Съгласие“, поради съществуващата възможност страната да се присъедини към Тристранния пакт.
В разгара на Студената война, администрацията на американския президент Дуайт Айзенхауер одобрява съвместна англо-американската операция за сваляне избрания ирански министър-председател Мохамед Мосадък, по предлог, че изявените ирански националистически стремежи могат да доведат евентуално до комунистически преврат в страната. Операцията е с кодово име "Аякс". Външнополитическата операция довежда на власт в страната проамерикански сили, осигуряващи с помощта на ЦРУ и МИ-5 подкрепа за американските и британски петролни интереси в района на Персийския залив, както и сваляне цената на петрола на международния пазар, със снемане на заплахата от предполагаема комунистическа експанзия в Иран от страна на СССР. На власт в Иран, на мястото на управляващия като министър-председател шах Мохамед Реза Пахлави, застава ръководителя на военния преврат генерал Фазлола Захеди, който става премиер на страната.
Аятолах Хомейни заминава за Турция в изгнание, като САЩ и Великобритания заявяват, че му осигуряват дипломатически имунитет за повдигнатите срещу него обвинения в извършването на престъпления, по време на организирания срещу управлението му военен преврат. От Турция, Хомейни се мести в Ирак през 1965 г., оставайки в тази страна до 1978 г., която година пребивава в Париж в продължение на четири месеца. От Франция, Аятолах Хомейни се завръща в Иран, оглавявайки ислямската революция в страната през 1979 г.
САЩ подкрепят режима на иранския Шах от 50-те до към края на 70-те години на 20 век, който се радва на особена почит в рамките на администрацията на Джими Картър. Иранците в страната не подкрепят своя шах, държейки отговорна за състоянието на Иран по това време американската администрация и външна политика в района на Близкия изток.

## Употреба на израза
След първата употреба на епитета от Аятолах Хомейни на 5 ноември 1979 г., изразът намира широка употреба по отношение на САЩ по време на, и след Ислямската революция в страната. Употребява се и от някои ирански политически кръгове. Освен това, изразът се използва в научни списания и медии в Ислямската република до днес.
Иранският президент Махмуд Ахмадинеджад също го употребява дори по време на международни срещи и форуми.